# Göteborgs akvarieförening
Göteborgs Akvarieförening, GAF, var Sveriges äldsta akvarieförening, grundad 1925 nedlagd 2011.
GAF var en akvarieförening för alla akvarieintresserade. Föreningen samlade som mest 150 medlemmar på 1980-talet, mot slutet bortåt 50 medlemmar med olika intressen inom akvaristiken.
Det fanns medlemmar som sysslade med växtakvarier, afrikanska eller andra sorters ciklider, sällskapsfiskar, malar, poecilia, tetror, rasboror, labyrintfiskar och mycket mer.
Sedan 2007 hade man ett brett samarbete med Göteborgs ciklidgrupp (GCG). Denna grupp var egentligen en avknoppad organisation från GAF, som numera hittat tillbaka. GAF och GCG höll i huvudsak gemensamma möten och turades om att hålla i programverksamheten.
Under alla månader förutom juni, juli och augusti hölls möten. Oftast hölls mötena den andra tisdagen i månaden. Mötena bestod av föredrag, film eller bildvisning och ibland även av kunskapstävlingar. Medlemmarna hade även möjlighet att köpa och sälja fiskar, växter och andra akvaristiska ting som togs med och försåldes på mötet genom auktion.
Föreningen arrangerade även utfärder till intressanta biotoper eller mässor och utställningar.
Det förekom också att enskilda medlemmar ensamma eller i grupp, reste ut i världen och gjorde "hembesök" hos föreningens akvariefiskar. GAF och GCG var medlemmar i Sveriges Akvarieföreningars Riksförbund (SARF), och hyrde de sista åren in sig hos Spårvägssällskapet Ringlinien i norra Gårda i Göteborg.

## Nedläggning
Då tillströmningen av nya medlemmar avstannat, och det faktum att valberedningen inte funnit ersättare för styrelsemedlemmarna som avgick vid årsmötet i februari 2011, lades GAF ned. Nedläggningen skedde efter ett extra årsmöte i april 2011.

## Fortsatt mötesaktivitet
Då Göteborgs ciklidgrupp sedan ett antal år tillbaka samverkat med GAF kommer nu denna grupp att se till att det hålls akvaristiska möten och andra aktiviteter i göteborgsområdet fortsättningsvis. GCG drivs inte som en förening, utan mer som klubb/nätverk.